# Isomyia scabra
Isomyia scabra är en tvåvingeart som beskrevs av James 1966. Isomyia scabra ingår i släktet Isomyia och familjen Rhiniidae. Inga underarter finns listade i Catalogue of Life.